# Piedade do Rio Grande
Piedade do Rio Grande é um município brasileiro do estado de Minas Gerais, localizado na Mesorregião do Campo das Vertentes. Sua população estimada em 2004 era de 5.077 habitantes. O piedense mais conhecido é o cientista político e historiador José Murilo de Carvalho, membro da Academia Brasileira de Letras e da Academia Brasileira de Ciências.

## Geografia
Segundo o IBGE, Piedade do Rio Grande é um município mineiro da Região Geográfica Imediata de São João del-Rei, pertencente à Região Geográfica Intermediária de Barbacena.

### Circunscrição eclesiástica
A paróquia de Nossa Senhora da Piedade pertence à Diocese de São João del-Rei.

## História
Piedade do Rio Grande é um distrito criado em 1891, com a denominação de Nossa Senhora da Piedade do Rio Grande, (alterado posteriormente para Arantes), originalmente subordinado ao município de Turvo (atual Andrelândia). Foi elevado à categoria de município (com a denominação atual) pela lei n°1039, de 12 de dezembro de 1953.
O nome do distrito, que advém do primitivo nome de sua sede, é formado por dois elementos: o Rio Grande, que atravessa o município nas proximidades da cidade, e à Nossa Senhora da Piedade, padroeira da igreja local. 

### Origens religiosas
Piedade surgiu da fixação de alguns bandeirantes que fundaram o arraial. Construíram uma primitiva capela de terra batida em 1748, dedicada à Virgem Maria com o título de Nossa Senhora da Piedade. Documentos que remontam ao ciclo do ouro indicam que a devoção à Virgem da Piedade foi criada pelos jesuítas nos Campos dos Goytacazes, antigo nome de Minas Gerais. Assim, a devoção surge concomitantemente em Piedade e na atual Barbacena, cuja data de fundação é também o ano de 1748. Provavelmente esse culto foi criado pelos jesuítas, que quando perseguidos pelo Marquês de Pombal, refugiaram-se na serra de Caeté (hoje Serra da Piedade) e, pelo trabalho da evangelização, fizeram a devoção chegar a outras regiões da antiga Capitania das Minas Gerais.[carece de fontes?]
Já no século XXI foi recuperada a primeira imagem da padroeira, talhada em madeira por um desconhecido escultor do barroco mineiro. Sobressaem na escultura do século XVIII o Movimento e o Sentimento. Atribui-se ao bandeirante Salvador Lourenço de Oliveira e à sua esposa Dona Inácia Lemos de Godói a construção da primeira Capela. Mais tarde, nos anos 60 século XX, seria transformada em igreja Matriz de Nossa Senhora da Piedade, atualmente, em excelente estado de conservação. A capela original, atualmente dedicada a Nossa Senhora do Rosário sofreu grandes alterações ao longo do tempo. Os pisos e as pinturas originais foram alterados e as imagens sacras do Período Colonial se perderam.[carece de fontes?]

## Distritos
O município é constituído por três distritos: Piedade do Rio Grande (sede), Paraíso da Piedade e Santo Antônio do Porto.

## Galeria

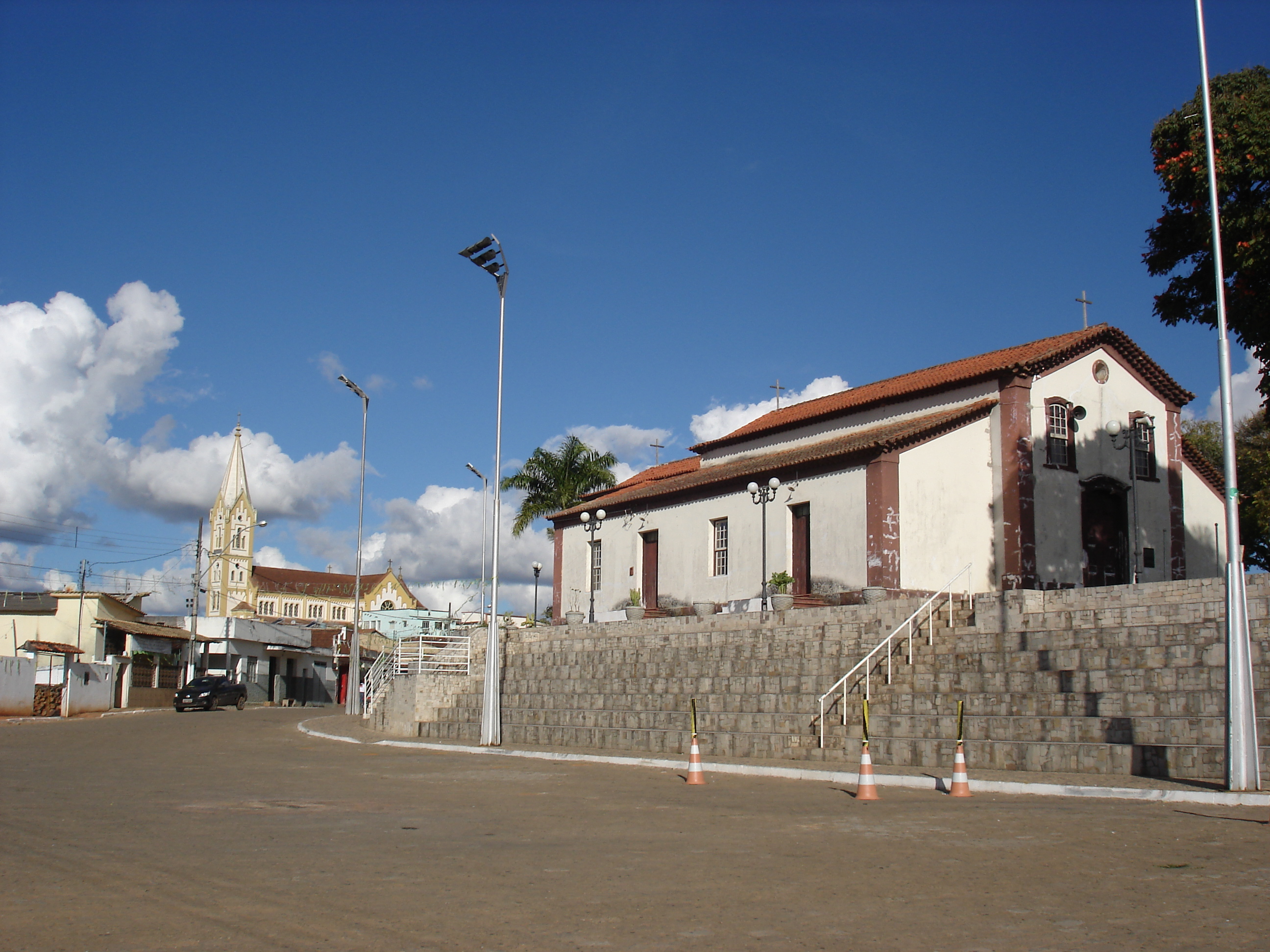
Em primeiro plano está a Igreja de Nossa Senhora do Rosário e, ao fundo, está a Igreja Matriz de Nossa Senhora da Piedade.
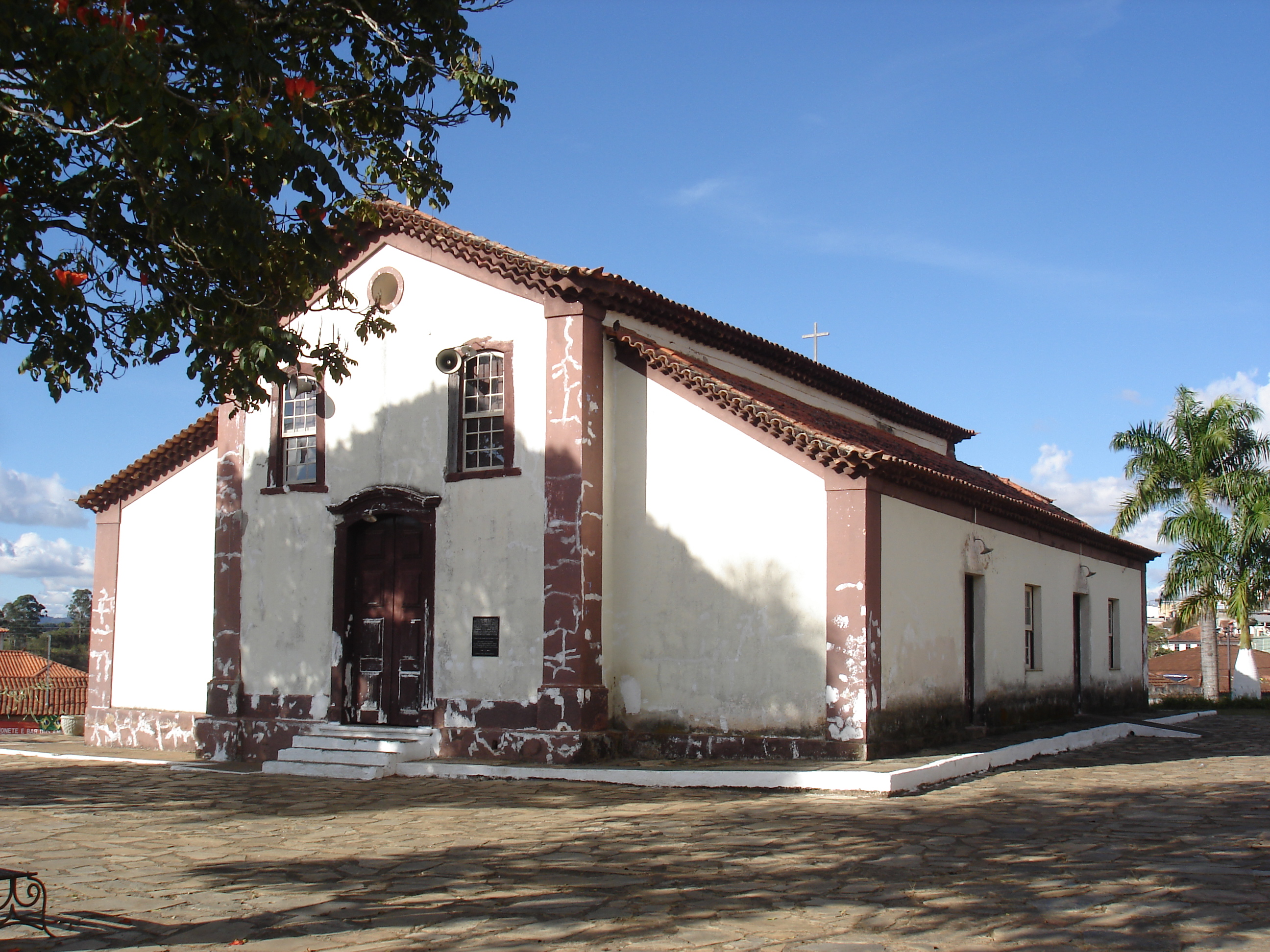
Igreja de Nossa Senhora do Rosário.
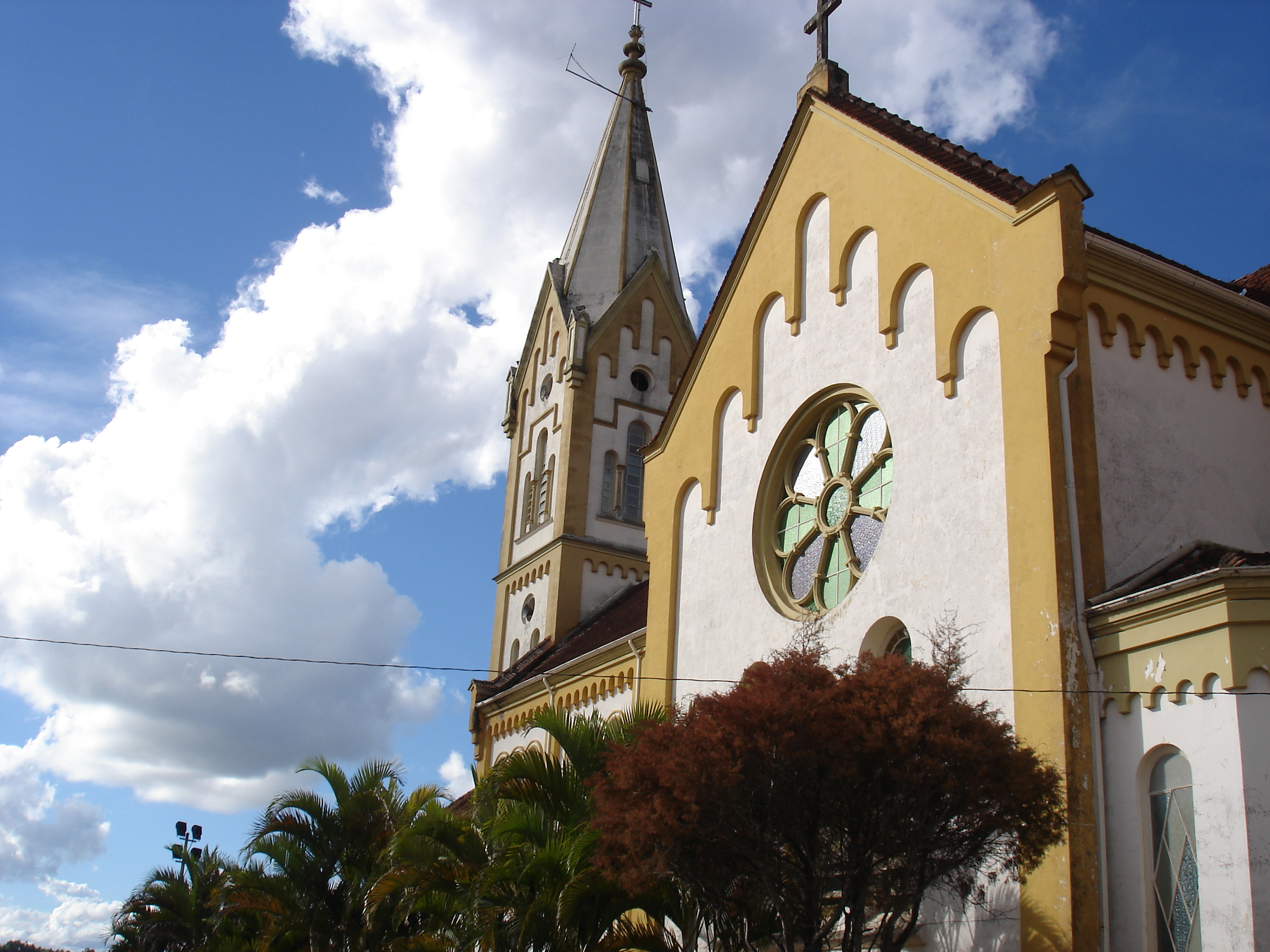
Lateral da Igreja Matriz de Nossa Senhora da Piedade.
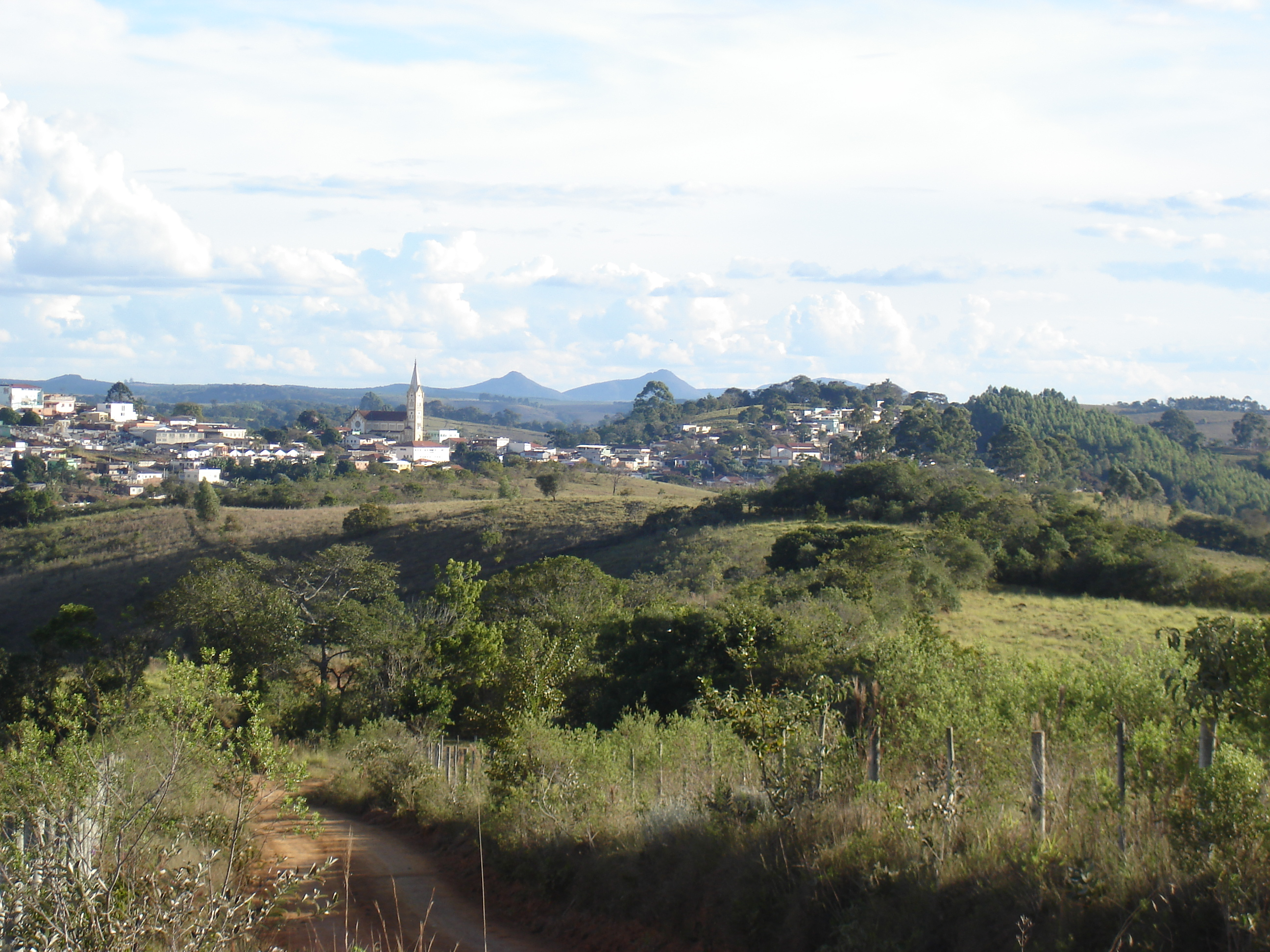
Vista de parte da área urbana de Piedade do Rio Grande.